# Lijst van rijksmonumenten in Westbeemster
De plaats Westbeemster telt 15 inschrijvingen in het rijksmonumentenregister. Hieronder een overzicht.
| Object | Oorspronkelijke functie?  | Bouwjaar  | Architect                 | Locatie             | Coördinaten?                  | Nr.?   | Afbeelding                                  |
| --- | ------------------------- | --------- | ------------------------- | ------------------- | ----------------------------- | ------ | ------------------------------------------- |
| O.L.V. van Lourdes School | Klooster, kloosteronderdl | 1910      | Simon Bernardus van Sante | Jisperweg 52        | 52° 34' 32" NB, 4° 53' 58" OL | 511339 | O.L.V. van Lourdes School                   |
| O.L.V. van Lourdesschool | Brug                      | 1910      | Simon Bernardus van Sante | Jisperweg bij 52    | 52° 34' 33" NB, 4° 53' 57" OL | 511340 | Meer afbeeldingen                           |
| Johannes de Doper | Kerk en kerkonderdeel     | 1878      | IJme Gerardus Bijvoets    | Jisperweg 55        | 52° 34' 31" NB, 4° 53' 55" OL | 511342 | Meer afbeeldingen                           |
| Pastorie | Kerkelijke dienstwoning   | 1880      | IJme Gerardus Bijvoets    | Jisperweg 56        | 52° 34' 30" NB, 4° 53' 54" OL | 511343 | Meer afbeeldingen                           |
| Prieel | Tuin, park en plantsoen   | 1875-1899 |                           | Jisperweg bij 56    | 52° 34' 30" NB, 4° 53' 54" OL | 511344 | Meer afbeeldingen                           |
| IJzeren tuinhek | Erfscheiding              | 1880      |                           | Jisperweg 56        | 52° 34' 30" NB, 4° 53' 54" OL | 511345 | Meer afbeeldingen                           |
| Toegangshek tot de begraafplaats, behorend bij het religieuze complex Johannes de Doper en gelegen op het westelijk deel van het complex | Begraafplaats en -onderdl | 1880      |                           | Jisperweg achter 56 | 52° 34' 32" NB, 4° 53' 51" OL | 511346 | Meer afbeeldingen                           |
| Boschrijk | Boerderij                 | 1875      |                           | Jisperweg 29        | 52° 34' 52" NB, 4° 54' 16" OL | 511348 | Boschrijk                                   |
| Koetshuis | Boerderij                 | 1875      |                           | Jisperweg 29        | 52° 34' 52" NB, 4° 54' 16" OL | 511349 | Koetshuis                                   |
| Toegangshek op boogbrug in rode baksteen met natuursteen waar de brugpijlers zijn ingelaten                                              | Erfscheiding              | 1875      |                           | Jisperweg 29        | 52° 34' 52" NB, 4° 54' 16" OL | 511350 | Meer afbeeldingen                           |
| Stolpboerderij met staartstuk aan de achterzijde                                                                                         | Boerderij                 | 1880      |                           | Wormerweg 2         | 52° 34' 55" NB, 4° 52' 60" OL | 511358 | Meer afbeeldingen                           |
| Koetshuis | Boerderij                 | 1880      |                           | Wormerweg bij 2     | 52° 34' 55" NB, 4° 52' 60" OL | 511359 | Meer afbeeldingen                           |
| Stolpboerderij | Boerderij                 | 1885      |                           | Rijperweg 16        | 52° 33' 36" NB, 4° 51' 44" OL | 511365 | Meer afbeeldingen                           |
| Stolpboerderij | Boerderij                 | 1875      |                           | Jisperweg 130       | 52° 32' 48" NB, 4° 52' 54" OL | 511367 | Stolpboerderij                              |
| Stolpboerderij van het Noord-Hollandse type                                                                                              | Boerderij                 | 1863      |                           | Rijperweg 32        | 52° 33' 16" NB, 4° 53' 4" OL  | 511368 | Stolpboerderij van het Noord-Hollandse type |